# Anna Bongiorni
Anna Bongiorni (Pisa, 15 settembre 1993) è una velocista italiana.
Figlia del velocista italiano Giovanni Bongiorni, ha vinto 5 medaglie a livello internazionale. Detiene 2 record nazionali di categoria: staffetta 4×100 m (juniores) e 60 m piani (allieve).
In carriera a livello nazionale ha vinto 10 titoli: due assoluti in staffetta (4×100 e 4×200 m), 5 medaglie complessivamente vinte agli assoluti, 6 giovanili (2 volte i 100 m da allieva ed altrettante la 4×100 m da cadetta, una volta l'accoppiata 100–200 m da promesse) e 2 universitari (100 e 200 m)

## Biografia
Nel 2007 ha vinto il titolo italiano cadette con il quartetto della 4x100 metri toscana a Ravenna, titolo replicato l'anno successivo a Roma. Nel 2009 al Festival olimpico della gioventù europea di Tampere giunge quinta sui 200 m e settima con la 4x100 m. Nello stesso anno alle Gymnasiadi di Doha ottiene due medaglie, l'argento sui 100 m e l'oro con la staffetta svedese. Sempre nel 2009 ai mondiali allievi, tenutisi a Bressanone, termina in semifinale sui 100 metri ed in batteria con la staffetta svedese.
Il 26 ottobre del 2011 si è arruolata nella Forestale. Nel 2012 ai mondiali juniores, svoltisi in Spagna a Barcellona, non è riuscita a superare le batterie della 4x100 m. Inoltre ha iniziato a studiare Medicina e Chirurgia presso l'Università di Pisa.
Nel 2015 conquista la medaglia d'argento nella staffetta 4x100 m agli europei under 23 di Tallinn, mentre agli assoluti di Torino dello stesso anno ha vinto il titolo italiano assoluto con la staffetta 4x100 m ed è stata vicecampionessa sui 100 metri piani. Nello stesso anno ha corso in batteria nella staffetta 4x100 metri ai mondiali di Pechino, senza qualificarsi per la finale ma contribuendo a realizzare, con 43"22, il secondo miglior tempo italiano di sempre nella specialità. Nei vari campionati italiani disputati nel corso del 2015, ha vinto complessivamente otto medaglie (con 5 titoli) su nove finali corse.

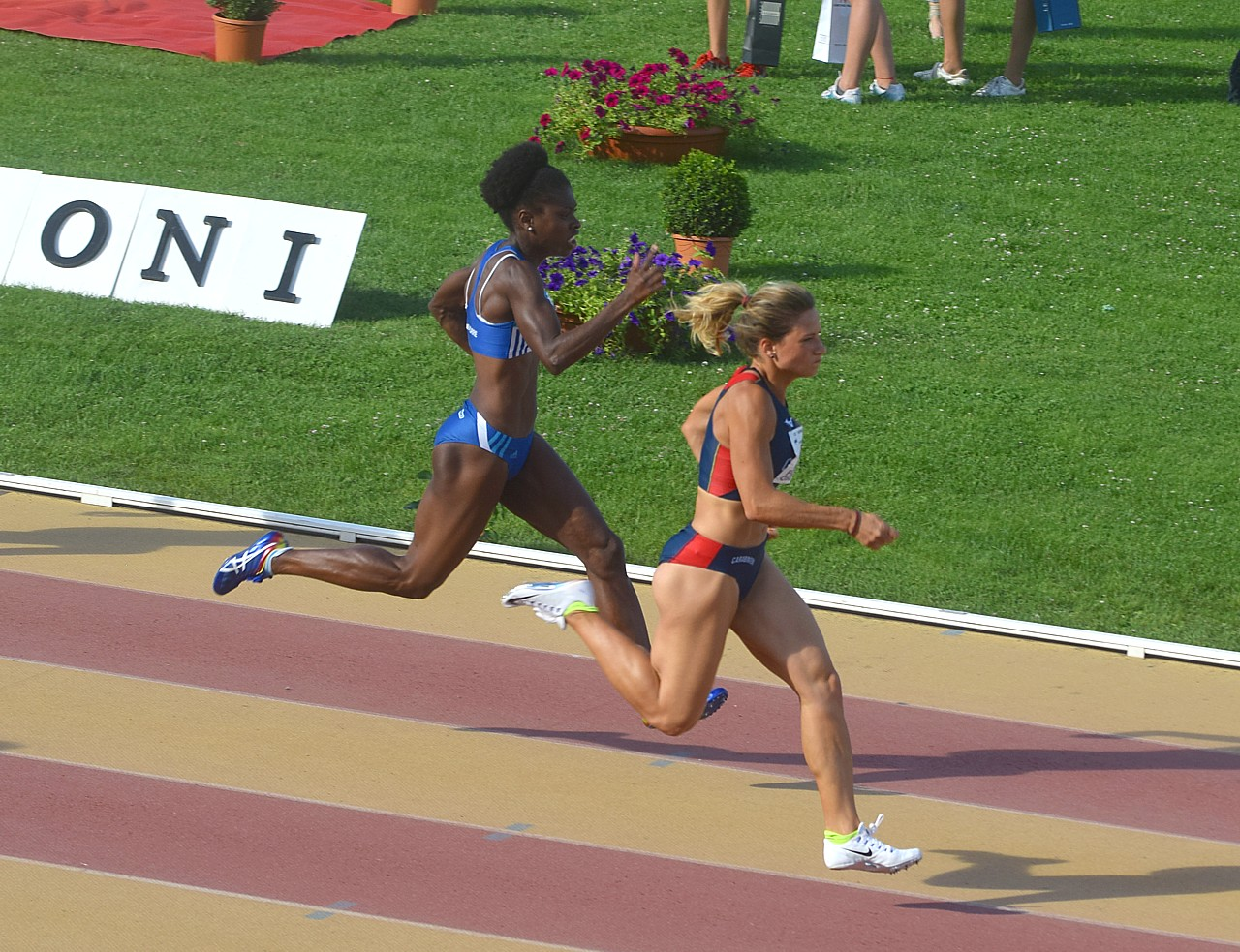
Anna Bongiorni precede Audrey Alloh al meeting Luca Coscioni ad Orvieto nel 2018

Il 19 febbraio 2017 nel corso dei Campionati Italiani assoluti indoor di Ancona vince la sua semifinale correndo in 7"26 i 60 metri, stabilendo così la quarta miglior prestazione italiana di tutti i tempi sulla distanza. Sempre nello stesso anno si ferma in semifinale sui 60 metri piani agli europei indoor di Belgrado e conquista le medaglia di bronzo alle Universiadi di Taipei nei 200 metri piani, corsi in 23"47.
Nel 2018 si ferma in semifinale sia nei 60 metri piani ai mondiali indoor di Birmingham sia nei 100 metri piani agli europei di Berlino, mentre ottiene due medaglie di bronzo ai Giochi del Mediterraneo di Tarragona, nei 100 metri piani e nella staffetta 4x100 metri. L'anno successivo, invece, ai mondiali di Doha conquista e partecipa alla sua prima finale iridata, quella della staffetta 4x100 m, conclusa dalla compagine italiana in settima posizione.
Nel 2021 prende parte alle World Relays di Chorzów, dove insieme a Irene Siragusa, Gloria Hooper e Vittoria Fontana vince la medaglia d'oro nella 4x100 m in 43"79. Ai Giochi olimpici di Tokyo dello stesso anno si ferma in semifinale sui 100 metri piani e in batteria nella staffetta 4x100 m, dove comunque contribuisce al miglioramento del record italiano sulla disciplina (42"84).
Ai campionati mondiali di Eugene, nel 2022, nella staffetta 4x100 m insieme a Zaynab Dosso, Dalia Kaddari e Alessia Pavese contribuisce ad abbassare ulteriormente il record italiano, facendo segnare il crono di 42"71 in semifinale e conquistando, contestualmente, l'accesso alla finale (conclusa in ottava piazza): agli europei di Monaco di Baviera conquista invece, sempre con la staffetta veloce e con le stesse compagne di squadra, la medaglia di bronzo.
Nel 2023 partecipa nuovamente ai mondiali, in programma questa volta a Budapest, dove nelle batterie di qualificazione della staffetta 4x100 metri contribuirà al raggiungimento di un altro record italiano (42"14, sempre insieme a Dosso, Kaddari e Pavese) per poi terminare la finale in quarta posizione in 42"49, miglior piazzamento di sempre per una compagine italiana nella competizione.

## Record nazionali

### Seniores
- Staffetta 4×100 metri: 42"14 ( Budapest, 25 agosto 2023) (Zaynab Dosso, Dalia Kaddari, Anna Bongiorni, Alessia Pavese)

## Progressione

### 60 metri piani indoor
| Stagione | Tempo | Luogo              | Data      | Rank. Mond. |
| -------- | ----- | ------------------ | --------- | ----------- |
| 2024     | 7"29  | Ancona             | 28-1-2024 |             |
| 2023     | 7"34  | Ancona             | 19-2-2023 |             |
| 2022     | 7"30  | Ancona             | 27-2-2022 |             |
| 2020     | 7"29  | Mondeville         | 1-2-2020  |             |
| 2019     | 7"36  | Ancona             | 17-2-2019 |             |
| 2018     | 7"24  | Birmingham         | 2-3-2018  |             |
| 2017     | 7"26  | Ancona             | 19-2-2017 |             |
| 2016     | 7"45  | Ancona             | 20-2-2016 |             |
| 2015     | 7"50  | Padova             | 22-2-2015 |             |
| 2012     | 7"64  | Firenze            | 4-2-2012  |             |
| 2011     | 7"51  | Amburgo            | 5-3-2011  | 300ª        |
| 2010     | 7"52  | Ancona             | 14-2-2010 | 299ª        |
| 2009     | 7"71  | Ancona             | 15-2-2009 | 881ª        |
| 2006     | 8"60  | San Giuliano Terme | 28-5-2006 |             |
| 2005     | 8"60  | Quarrata           | 29-5-2005 |             |

### 100 metri piani
| Stagione | Tempo | Luogo              | Data       | Rank. Mond. |
| -------- | ----- | ------------------ | ---------- | ----------- |
| 2023     | 11"31 | Courtrai           | 8-7-2023   |             |
| 2022     | 11"53 | Rieti              | 25-6-2022  |             |
| 2021     | 11"27 | Rovereto           | 26-6-2021  |             |
| 2020     | 11"30 | Savona             | 16-7-2020  |             |
| 2019     | 11"61 | Wuhan              | 22-10-2019 |             |
| 2018     | 11"39 | Orvieto            | 20-7-2018  |             |
| 2017     | 11"39 | Trieste            | 1-7-2017   |             |
| 2016     | 11"60 | Orvieto            | 29-7-2016  |             |
| 2015     | 11"56 | Torino             | 25-7-2015  |             |
| 2013     | 11"86 | Rieti              | 14-6-2013  | 811ª        |
| 2011     | 11"68 | Bressanone         | 17-6-2011  | 375ª        |
| 2010     | 11"82 | Mosca              | 21-5-2010  | 606ª        |
| 2009     | 11"92 | Lucca              | 2-5-2009   | 913ª        |
| 2008     | 15"48 | Lignano Sabbiadoro | 23-9-2008  |             |

### 200 metri piani
| Stagione | Tempo | Luogo      | Data      | Rank. Mond. |
| -------- | ----- | ---------- | --------- | ----------- |
| 2024     | 23"10 | Bergen     | 22-5-2024 |             |
| 2023     | 23"12 | Courtrai   | 8-7-2023  |             |
| 2021     | 23"18 | Rovereto   | 27-6-2021 |             |
| 2020     | 23"31 | Rieti      | 23-7-2020 |             |
| 2018     | 23"52 | Orvieto    | 20-7-2018 |             |
| 2017     | 23"35 | Ginevra    | 10-6-2017 |             |
| 2016     | 23"77 | Orvieto    | 29-7-2016 |             |
| 2015     | 23"80 | Rieti      | 14-6-2015 |             |
| 2014     | 24"65 | Modena     | 21-6-2014 | 1.529ª      |
| 2013     | 24"39 | Rieti      | 1-6-2013  | 1.113ª      |
| 2012     | 24"52 | Calenzano  | 27-5-2012 |             |
| 2011     | 23"96 | Bressanone | 19-6-2011 | 480ª        |
| 2010     | 23"99 | Mosca      | 23-5-2010 | 467ª        |
| 2009     | 24"53 | Bressanone | 31-5-2009 | 1.158ª      |

## Palmarès
| Anno | Manifestazione                           | Sede       | Evento            | Risultato  | Tempo    | Note                                     |
| ---- | ---------------------------------------- | ---------- | ----------------- | ---------- | -------- | ---------------------------------------- |
| 2009 | Festival olimpico della gioventù europea | Tampere    | 200 m piani       | 5ª         | 24"70    | [ 9 ]                                    |
| 2009 | Festival olimpico della gioventù europea | Tampere    | 4×100 m           | 7ª         | 47"98    | [ 9 ]                                    |
| 2009 | Gymnasiadi                               | Doha       | 100 m piani       | Argento    | 12"07    | [ 10 ]                                   |
| 2009 | Gymnasiadi                               | Doha       | Staffetta svedese | Oro        | 2'11"01  | [ 11 ]                                   |
| 2009 | Mondiali allievi                         | Bressanone | 100 m piani       | Semifinale | 12"12    | [ 12 ]                                   |
| 2009 | Mondiali allievi                         | Bressanone | Staffetta svedese | Batteria   | 2'11"67  | [ 13 ]                                   |
| 2010 | Trials olimpici della gioventù europea   | Mosca      | 100 m piani       | Bronzo     | 11"91    | [ 14 ]                                   |
| 2010 | Trials olimpici della gioventù europea   | Mosca      | 200 m piani       | Oro        | 23"99    | [ 15 ]                                   |
| 2010 | Giochi olimpici giovanili                | Singapore  | 200 m piani       | 7ª         | 24"53    | [ 16 ]                                   |
| 2010 | Giochi olimpici giovanili                | Singapore  | Staffetta svedese | Bronzo     | 2'07"49  | [ 16 ]                                   |
| 2011 | Europei juniores                         | Tallinn    | 200 m piani       | Batteria   | 24"33    | [ 17 ]                                   |
| 2011 | Europei juniores                         | Tallinn    | 4×100 m           | Argento    | 44"52    | [ 18 ]                                   |
| 2012 | Mondiali juniores                        | Barcellona | 4×100 m           | Batteria   | 45"15    | [ 19 ]                                   |
| 2015 | Europei under 23                         | Tallinn    | 100 m piani       | Batteria   | 11"79    | [ 20 ]                                   |
| 2015 | Europei under 23                         | Tallinn    | 200 m piani       | Batteria   | 23"67    | [ 20 ]                                   |
| 2015 | Europei under 23                         | Tallinn    | 4×100 m           | Argento    | 44"06    | [ 20 ]                                   |
| 2015 | Mondiali                                 | Pechino    | 4×100 m           | Batteria   | 43"22    | [ 21 ]                                   |
| 2017 | Europei indoor                           | Belgrado   | 60 m piani        | Semifinale | 7"43     |                                          |
| 2017 | World Relays                             | Nassau     | 4×100 m           | Batteria   | dq       |                                          |
| 2017 | Universiadi                              | Taipei     | 100 m piani       | 6ª         | 11"50    |                                          |
| 2017 | Universiadi                              | Taipei     | 200 m piani       | Bronzo     | 23"47    |                                          |
| 2017 | Universiadi                              | Taipei     | 4×100 m           | Finale     | dnf      |                                          |
| 2018 | Mondiali indoor                          | Birmingham | 60 m piani        | Semifinale | 7"30     |                                          |
| 2018 | Giochi del Mediterraneo                  | Tarragona  | 100 m piani       | Bronzo     | 11"53    |                                          |
| 2018 | Giochi del Mediterraneo                  | Tarragona  | 4x100 m           | Bronzo     | 43"63    |                                          |
| 2018 | Europei                                  | Berlino    | 100 m piani       | Semifinale | 11"62    |                                          |
| 2019 | World Relays                             | Yokohama   | 4×100 m           | 5ª         | 44"29    |                                          |
| 2019 | Mondiali                                 | Doha       | 4×100 m           | 7ª         | 42"98    |                                          |
| 2021 | World Relays                             | Chorzów    | 4×100 m           | Oro        | 43"79    | Miglior prestazione personale stagionale |
| 2021 | Giochi olimpici                          | Tokyo      | 100 m piani       | Semifinale | 11"38    |                                          |
| 2021 | Giochi olimpici                          | Tokyo      | 4×100 m           | Batteria   | 42"84    | Record nazionale                         |
| 2022 | Mondiali                                 | Eugene     | 4×100 m           | 8ª         | 42"92    |                                          |
| 2022 | Europei                                  | Monaco     | 4×100 m           | Bronzo     | 42"84    |                                          |
| 2023 | Europei indoor                           | Istanbul   | 60 m piani        | Semifinale | 7"39     |                                          |
| 2023 | Giochi europei                           | Chorzów    | A squadre         | Oro        | 426,5 p. | [ 22 ]                                   |
| 2023 | Mondiali                                 | Budapest   | 4×100 m           | 4ª         | 42"49    | [ 23 ]                                   |
| 2024 | World Relays                             | Nassau     | 4×100 m           | Batteria   | 43"08    |                                          |
| 2024 | Europei                                  | Roma       | 100 m piani       | Semifinale | 11"32    | Miglior prestazione personale stagionale |
| 2024 | Europei                                  | Roma       | 4×100 m           | Batteria   | 43"27    |                                          |
| 2024 | Giochi olimpici                          | Parigi     | 200 m piani       | Batteria   | 23"49    |                                          |

## Campionati nazionali
- 1 volta campionessa italiana assoluta dei 100 metri piani (2021)
- 1 volta campionessa italiana assoluta dei 200 metri piani (2024)
- 4 volte campionessa italiana assoluta della staffetta 4×100 metri (2015, 2016, 2018, 2019)
- 2 volte campionessa italiana assoluta dei 60 metri piani (2017, 2018)
- 1 volta campionessa nazionale indoor della staffetta 4×200 metri (2014)
- 1 volta campionessa universitaria dei 100 metri piani (2015)
- 1 volta campionessa universitaria dei 200 metri piani (2015)
- 1 volta campionessa promesse dei 100 metri piani (2015)
- 1 volta campionessa promesse dei 200 metri piani (2015)
- 2 volte campionessa nazionale allieve dei 100 metri piani (2009, 2010)
- 2 volte campionessa nazionale cadette della staffetta 4×100 metri (2007, 2008)

2007
- 4ª al Criterium nazionale cadetti e cadette, (Ravenna), 80 m - 10”49[24] Finale 2
- Oro al Criterium nazionale cadetti e cadette, (Ravenna), 4x100 m - 49”00[25]

2008
- 4ª al Criterium nazionale cadetti e cadette, (Roma), 300 hs - 45”67[26]
- Oro al Criterium nazionale cadetti e cadette, (Roma), 4x100 m - 48”24[27]

2009
- Bronzo ai Campionati italiani allievi-juniores-promesse indoor, (Ancona), 60 m - 7”74[28]
- Oro ai Campionati italiani allievi, (Grosseto), 100 m - 12”17[29]
- 14ª ai Campionati italiani allievi, (Grosseto), 4x100 m - 51”02[30]

2010
- Argento ai Campionati italiani allievi-juniores-promesse indoor, (Ancona), 60 m - 7”52[31]
- Oro ai Campionati italiani allievi, (Rieti), 100 m - 12”01[32]
- In batteria ai Campionati italiani assoluti, (Grosseto), 200 m - 24”59[33]
- 7ª ai Campionati italiani assoluti, (Grosseto), 4x400 m - 3'52”08[34]

2011
- 6ª ai Campionati italiani assoluti indoor, (Ancona), 60 m - 7”63[35]
- In finale ai Campionati italiani assoluti indoor, (Ancona), 4x200 m - r[36]
- Bronzo ai Campionati italiani allievi-juniores-promesse indoor, 60 m - 7”61[37]
- Argento ai Campionati italiani juniores e promesse, (Bressanone), 100 m - 11”70[38]
- Argento ai Campionati italiani juniores e promesse, (Bressanone), 200 m - 23”96[39]
- Bronzo ai Campionati italiani assoluti, (Torino), 200 m - 23”97[40]
- In finale ai Campionati italiani assoluti, (Torino), 4x100 m - dns[41]

2013
- In batteria ai Campionati italiani assoluti indoor, (Ancona), 400 m - r[42]
- Argento ai Campionati italiani assoluti indoor, (Ancona), 4x200 m - 1'39”04[43]
- Bronzo ai Campionati nazionali universitari, (Cassino), 200 m - 24”74[44]
- Argento ai Campionati nazionali universitari, (Cassino), 4x400 m[45]
- Bronzo ai Campionati italiani juniores e promesse, 100 m 11”86[46]

2014
- 4ª ai Campionati italiani juniores e promesse indoor, (Ancona), 400 m - 57”14[47]
- Oro ai Campionati italiani assoluti indoor, (Ancona), 4x200 m - 1'37”10[48]
- In finale ai Campionati italiani juniores e promesse, (Torino), 400 m - dns[49]

2015
- Argento ai Campionati italiani juniores e promesse indoor, (Ancona) 60 m - 7"57[50]
- 6ª ai Campionati italiani assoluti indoor, (Padova), 60 m - 7"53[51]
- Oro ai Campionati nazionali universitari, (Fidenza), 100 m - 11"97[52]
- Oro ai Campionati nazionali universitari, (Fidenza), 200 m - 24"08[53]
- Argento ai Campionati nazionali universitari, (Fidenza), 4x100 m - 47"47[54]
- Oro ai Campionati italiani juniores e promesse, (Rieti), 100 m - 11"66[55]
- Oro ai Campionati italiani juniores e promesse, (Rieti), 200 m - 23"80[56]
- Argento ai Campionati italiani assoluti (Torino), 100 m piani - 11"57[57]
- Oro ai Campionati italiani assoluti, (Torino), staffetta 4×100 metri - 44"59[58]

2016
- Eliminata in batteria ai Campionati italiani assoluti indoor (Ancona), 60 m piani - 7"55
- Eliminata in batteria ai Campionati italiani assoluti (Rieti), 100 m piani - 12"03
- Eliminata in batteria ai Campionati italiani assoluti (Rieti), 200 m piani - 24"28
- Oro ai Campionati italiani assoluti (Rieti), staffetta 4×100 m - 45"13

2017
- Oro ai Campionati italiani assoluti indoor (Ancona), 60 m piani - 7"30
- Argento ai Campionati italiani assoluti (Trieste), 100 m piani - 11"39
- Bronzo ai Campionati italiani assoluti (Trieste), 200 m piani - 23"44

2018
- Oro ai Campionati italiani assoluti indoor (Ancona), 60 m piani - 7"27
- Bronzo ai Campionati italiani assoluti (Pescara), 100 m piani - 11"62
- Oro ai Campionati italiani assoluti (Pescara), staffetta 4x100 m - 44"91

2019
- Bronzo ai Campionati italiani assoluti indoor (Ancona), 60 m piani - 7"38
- Argento ai Campionati italiani assoluti (Bressanone), 100 m piani - 11"82
- Argento ai Campionati italiani assoluti (Bressanone), staffetta 4x100 m - 45"67

2020
- Bronzo ai Campionati italiani assoluti (Padova), 100 m piani - 11"40 w

2021
- Oro ai Campionati italiani assoluti (Rovereto), 100 m piani - 11"27
- Argento ai Campionati italiani assoluti (Rovereto), 200 m piani - 23"18

2022
- 4ª ai Campionati italiani assoluti indoor (Ancona), 60 m piani - 7"30
- 5ª ai Campionati italiani assoluti (Rieti), 100 m piani - 11"53

2023
- Bronzo ai Campionati italiani assoluti indoor (Ancona), 60 m piani - 7"34
- Argento ai Campionati italiani assoluti (Molfetta), 100 m piani - 11"42
- Argento ai Campionati italiani assoluti (Molfetta), 200 m piani - 23"29

2024
- 4ª ai campionati italiani assoluti indoor, 60 m piani - 7"34
- Oro ai campionati italiani assoluti (La Spezia), 200 m piani - 23"10 =

## Altre competizioni internazionali
2023
- Campionati europei a squadre di atletica leggera ( Chorzów)